# Flughafen Frankfurt-Hahn

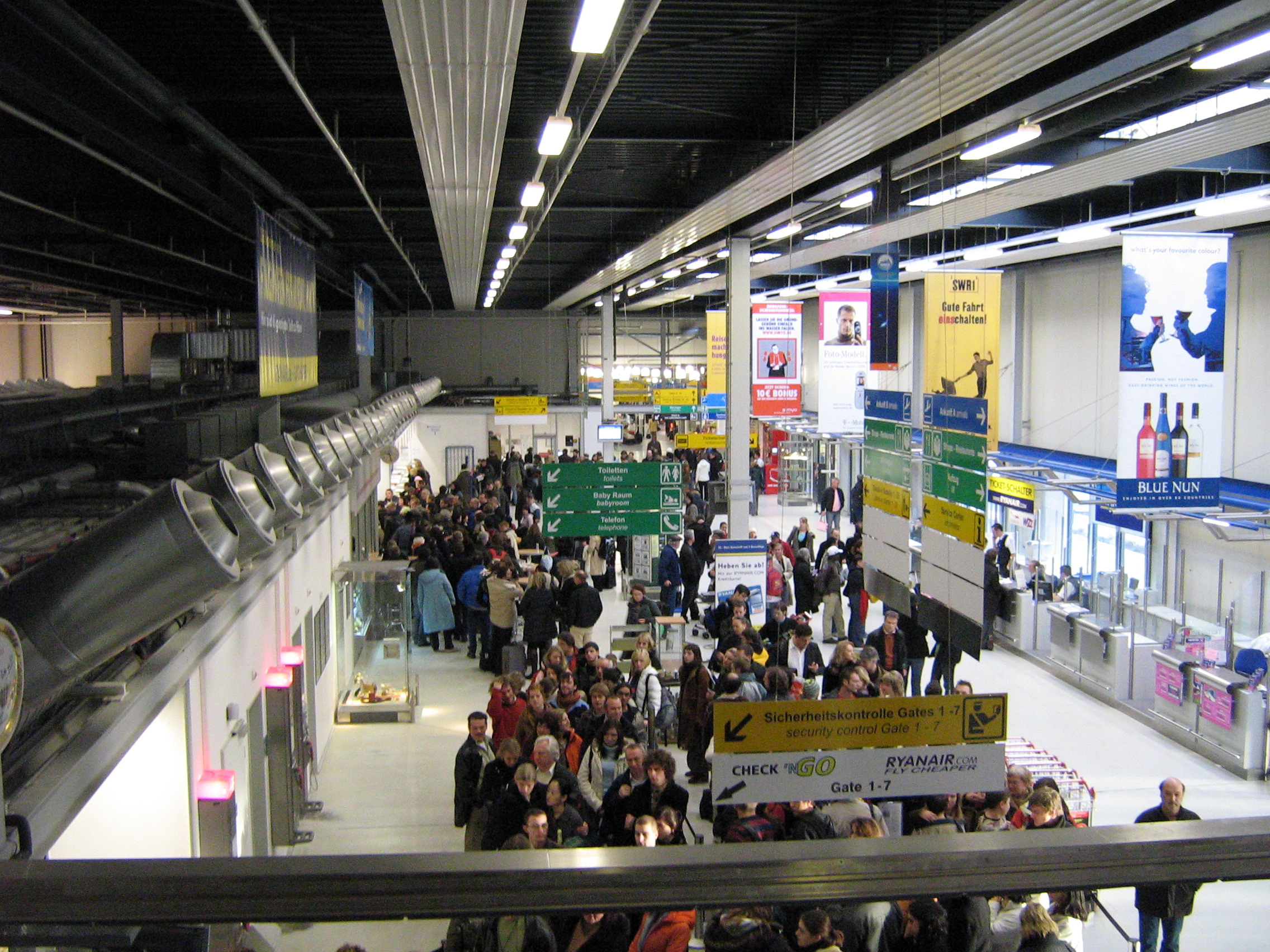
Binnenzicht van Terminal 1

Luchthaven Frankfurt-Hahn is een internationale luchthaven die bij Hahn in de Duitse deelstaat Rijnland-Palts ligt, ten westen van Kirchberg. Hoewel de naam anders doet vermoeden, bevindt de luchthaven zich op circa 125 kilometer ten westen van Frankfurt am Main.

## Geschiedenis

### Militair vliegveld
In 1947 bouwden de Franse bezettingstroepen de luchthaven in de gemeente Lautzenhausen. Later werd ze door de US Air Force overgenomen. Daar vele Amerikanen moeilijkheden hadden met de uitspraak van de gemeentenaam werd gekozen voor de naam van de andere gemeente op welk grondgebied de basis gedeeltelijk lag: Hahn. Toen de Amerikaanse luchtmacht de basis na het einde van de Koude Oorlog niet langer nodig had, werd de militaire luchthaven in 1990 voor burgerlijk gebruik vrijgegeven.

### Civiele luchthaven
Er werd een uitbatingsvennootschap onder leiding van de deelstaat Rijnland-Palts opgericht. Op 23 mei 1993 vond de eerste officiële burgervlucht plaats: een chartervliegtuig van de touroperator TUI vertrok er naar Mallorca. De passagiersafhandeling vond plaats in het voormalige officierscasino.
In september 1993 volgde de officiële overdracht aan de Duitse burgerlijke autoriteiten.
In juni 1997 nam Air France-Cargo een nieuw gebouwd luchtvrachtcentrum in gebruik. In april 1999 startte Ryanair er met de eerste lowcostlijnverbinding van Duitsland: tweemaal dagelijks van Hahn naar Londen Stansted. Er werd een 'nieuwe' passagiersterminal gebouwd, die in maart 2000 in gebruik genomen werd. In 2002 werden er voor het eerst meer dan 1 miljoen passagiers verwerkt.
Een van de belangrijkste investeerders was Fraport AG, dat ook Frankfurt International Airport bij Frankfurt beheert. Fraport wilde deze belangrijke luchthaven door middel van Hahn ontlasten. Na onderhandelingen tussen Lufthansa en Ryanair mag de luchthaven officieel Frankfurt-Hahn worden genoemd. Frankfurt-Hahn gebruikt het woord international niet om verwarring met het veel grotere Frankfurt International Airport te voorkomen. 
In juni 2003 werd een tweede passagiersterminal in gebruik genomen, waardoor de totale verwerkingscapaciteit tot 5 miljoen passagiers per jaar steeg.
In januari 2005 volgde een hervorming van de uitbatingsvennootschap. De deelstaat Hessen werd mede-eigenaar van de "Flughafen Frankfurt-Hahn GmbH" met 17,5% van de aandelen. Ook de deelstaat Rijnland-Palts was houder van 17,5% van de aandelen. De rest was in handen van de Fraport AG. Sinds januari 2009 heeft Rijnland-Palts 82,5% van de aandelen door Fraport uit te kopen.
Medio 2016 werd bekend dat het Chinese bedrijf Shanghai Yiqian Trading Company de luchthaven zou willen overnemen. Het bedrijf had al een akkoord gesloten met Rijnland-Palts om het meerderheidsbelang over te nemen en zou met Hessen gaan praten om ook de laatste 17,5% in handen te krijgen. Rijnland-Palts had zich bereid verklaard om over een periode van tien jaar een subsidie te verlenen van circa € 70 miljoen om de verkoop rond te krijgen. Nadat – een eerdere positieve beoordeling door KPMG ten spijt – gebleken was dat het hoogstwaarschijnlijk om een nepbedrijf ging, en ook een eerste aanbetaling uitbleef, besloot de regering van Rijnland-Palts het verkoopproces te stoppen.
In 2017 nam de Chinese HNA Group het aandelenbelang van Rijnland-Palts over voor € 15 miljoen. HNA Group kreeg hiermee een aandelenbelang van 82,5% en de rest van de aandelen bleef in handen van Hessen. HNA Group raakte in financiële problemen in China en in oktober 2021 werd ook het faillissement aangevraagd van de luchthaven in Duitsland. In 2023 werd de luchthaven gekocht door Triwo, een projectontwikkelingsbedrijf uit de stad Trier.

## Luchthavengegevens
Frankfurt-Hahn ligt niet vlak bij grote agglomeraties zoals Frankfurt am Main, Keulen of het Ruhrgebied, maar er bestaan busverbindingen met onder andere Frankfurt en Frankfurt Flughafen, Saarbrücken, Luxemburg en Metz.
De centrale ligging ten opzichte van de bevolkingscentra en de lage luchthavenkosten voor de luchtvaartmaatschappijen maken de luchthaven aantrekkelijk voor lagekostenluchtvaartmaatschappijen. Vooral prijsvechter Ryanair gebruikt Frankfurt-Hahn als hub. Het vliegveld staat 24 uur per dag open voor vliegverkeer en dit trekt veel vrachtverkeer aan. Direct ten zuiden van het vliegveld langs loopt de Bundesstraße 50, die hier veel op een Autobahn lijkt. De op- en afrit van de B 50 naar het vliegveld ligt niet ver ten noorden van de plaatsjes Büchenbeuren en Sohren en direct ten zuiden van het dorpje Lautzenhausen.
Het vliegveld kan passagiersvliegtuigen zo groot als een Boeing 747 afhandelen.
Na 2011 daalden de passagiersaantallen omdat Ryanair de diensten deels verschoof naar grotere luchthavens. In 2020 waren er door de Corona-pandemie slechts 60.000 passagiers. In de jaren erna herstelde zich dat weer tot op bijna het niveau van 2019.
| Jaar | Passagiers (× 1000) | Vracht (× 1000 ton) | Vliegtuig- bewegingen |
| ---- | ------------------- | ------------------- | --------------------- |
| 2000 | 380                 | -                   | 23.332                |
| 2005 | 3.002               | -                   | 27.283                |
| 2006 | 3.705               | 123                 | 39.610                |
| 2010 | 3.494               | 229                 | 37.081                |
| 2011 | 3.894               | 286                 | 32.923                |
| 2012 | 2.791               | 208                 | 30.015                |
| 2013 | 2.668               | 153                 | 25.065                |
| 2014 | 2.447               | 133                 | 21.142                |
| 2015 | 2.665               | 80                  | 21.652                |
| 2016 | 2.609               | 73                  | 21.220                |
| 2017 | 2.472               | 127                 | 21.037                |
| 2018 | 2.092               | 179                 | 20.253                |
| 2019 | 1.496               | 171                 | 16.881                |
| 2020 | 59                  | 233                 | 9.935                 |
| 2021 | 677                 | 259                 | 12.579                |
| 2022 | 1.377               | 221                 | 14.371                |